# Acacia laccata
Acacia laccata é uma espécie de leguminosa do gênero Acacia, pertencente à família Fabaceae.